# Ernst Moritz von Heimrod
Ernst Moritz Freiherr von Heimrod (* 3. November 1808 in Hanau; † 3. Dezember 1877 in Dessau) war ein anhaltinischer Oberst und Kammerherr sowie preußischer Generalmajor.

## Leben

### Herkunft
Die Freiherren von Heimrod sind die Nachkommen des Kurfürsten Wilhelm I. und dessen Mätresse Charlotte Christine Buissine. Seine Eltern waren der großherzoglich sächsische Generalmajor Karl von Heimrod (1776–1827) und dessen Ehefrau Charlotte, geborene Freiin von Stockhausen (1781–1855).

### Militärkarriere
Heimrod trat am 23. November 1824 als Grenadier in das Kaiser Franz Garde-Grenadier-Regiment der Preußischen Armee ein, avancierte Mitte August 1826 zum Portepeefähnrich und wurde am 13. Juni 1827 in das 36. Infanterie-Regiment versetzt. Er nahm am 16. September 1827 seinen Abschied und ging in anhaltinische Dienste.
Dort wurde er am 9. Oktober 1827 Sekondeleutnant und am 1. Oktober 1831 Premierleutnant im anhaltinischen Linienbataillon. Am 1. Februar 1840 zum Hauptmann befördert, nahm er 1848 während des Krieges gegen Dänemark am Gefecht bei Schleswig sowie im Jahr darauf an der Niederschlagung der Badischen Revolution teil. Heimrod avancierte bis September 1861 zum Oberstleutnant und wurde am 18. Juli 1865 unter Beförderung zum Oberst Kommandeur des Infanterieregiments, das er nach preußischem Muster ausgebildet hatte. Er nahm 1866 auf preußischer Seite im Reservekorps des Großherzogs von Mecklenburg-Schwerin bei den Kämpfen in Bayern am Deutschen Krieg teil. Am 20. September 1866 erhielt er den Kronen-Orden II. Klasse.
Nach dem Krieg wurde Heimrod durch die Militärkonvention zwischen Anhalt und Preußen am 25. Juli 1867 wieder in die Preußische Armee übernommen und dem Grenadier-Regiment „König Friedrich Wilhelm IV.“ (1. Pommersches) Nr. 2 aggregiert. Unter Verleihung des Charakters als Generalmajor erhielt Heimrod am 9. Januar 1868 seinen Abschied mit Pension.
Er starb am 3. Dezember 1877 in Dessau und wurde auch dort beigesetzt.

### Familie
Heimrod heiratete am 6. Mai 1832 in Köthen Luise Schöner (1810–1874), eine Tochter des Amtmanns in Groß-Wülkitz Karl August Schöner. Das Paar hatte mehrere Kinder:
- Ernst Karl (1833–1910), deutscher Konsul in Toronto ⚭ 1865 Olga Crome (1839–1912)[1]
- Marie Therese Luise (1838–1842)
- Elise Klothilde Luise (1838–1840)
- Elise Amalie Luise (* 1844), Stiftsdame
- Heinrich Albert Moritz (1851–1871), gestorben an den bei Beaumont erhaltenen Wunden. In der St. Jakob-Kirche in Köthen befindet sich eine Gedenktafel.